# 克拉伦斯阿隆曼苏
拿督克拉伦斯阿隆曼苏（1940年—1999年3月2日），马来西亚政治人物、沙巴人民党创党人之一。他于1981年至1983年担任能源电讯及邮政部副部长，还于1978年至1986年担任兵南邦国会议员。

## 逝世
1999年3月2日，他因心脏病在吉隆坡医院去世，享年58岁。在首相马哈迪·莫哈末和首相夫人茜蒂哈斯玛瞻仰其遗体后，他于隔日下葬。